# Dic
|  | Per a altres significats, vegeu «Dic (desambiguació)». |

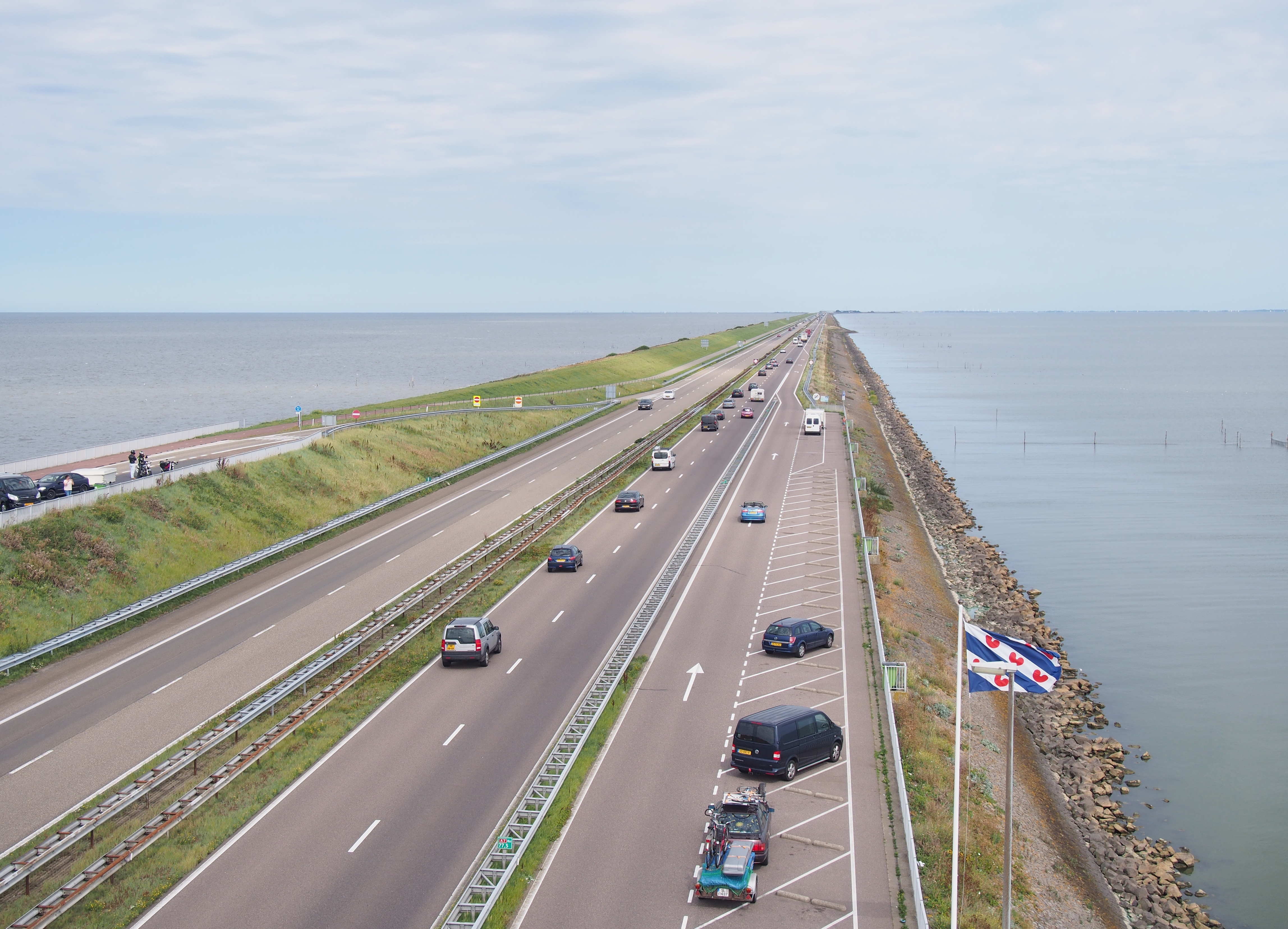
L'Afsluitdijk, construït als Països Baixos el 1932, va convertir el mar del Sud en un llac (l'IJsselmeer).

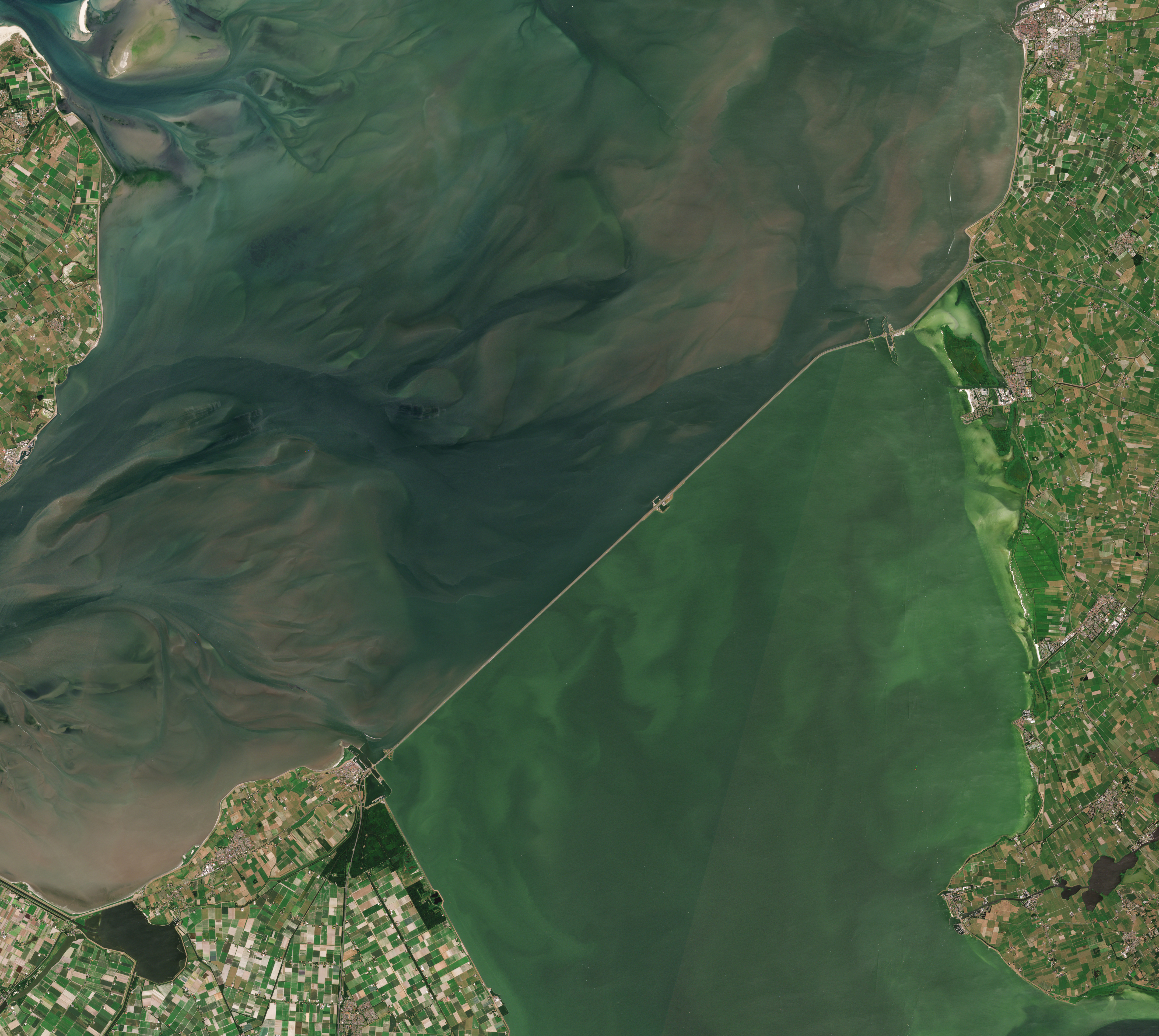
Imatge per satèl·lit de l'Afsluitdijk, a dalt el Mar del nord, a baix el llac IJsselmeer que antigament era el mar del Sud.

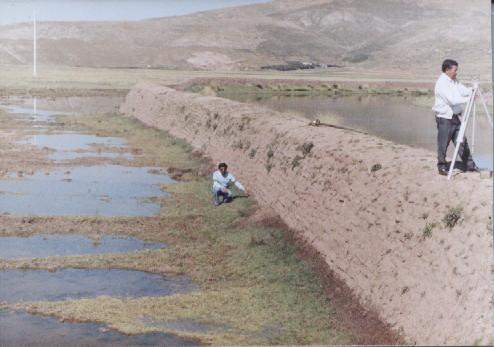
Defensa a la riba d'un riu construïda amb champas

Un dic, també diga a l'Alguer, és un terraplè normalment artificial però que també pot ser natural, generalment de terra i pedres, paral·lel al curs d'un riu o a la vora d'un llac o del mar mateix. Aquesta construcció es fa servir per evitar el pas de l'aigua.
La finalitat d'un dic és impedir que canviï el curs dels rius i protegir contra les inundacions la zona adjacent al riu oa la costa. Els dics poden ser estructures de crestes naturals que es formen al costat de la riba d'un riu, o ser un farcit de terra o mur que regula el nivell de laigua. Tot i això, els dics poden ser perjudicials per al medi ambient.
Les antigues civilitzacions de la Vall de l'Indus, l'antic Egipte, Mesopotàmia, Xina i Mesoamèrica van construir dics. Avui dia, els dics es poden trobar a tot el món, i les fallades dels dics a causa de l'erosió o altres causes poden ser grans desastres, com les catastròfiques fallades de dics el 2005 al Gran Nova Orleans que es van produir com a conseqüència de l'huracà Katrina.

## Dics artificials
Els dics artificials serveixen per a prevenir la inundació de la terra propera a l'aigua; tanmateix també s'utilitzen per a encaixonar el flux dels rius per tal que sigui més ràpid.
Els dics més senzills són construïts amuntegant terra a la vorera, amplis a la base i esmolats al cim, on se solen posar bosses de sorra. Actualment es construeixen amb les tècniques d'enginyeria més avançades. El material emprat més important són peces de formigó prefabricades.
El país europeu i probablement del món sencer amb més coneixement i tradició en construcció de dics són els Països Baixos, que des de l'edat mitjana lluiten contra el mar. Una tercera part del país està sota el nivell del mar. Els primers dics s'hi començaren a construir a partir del segle XII. Avui dia els Països Baixos tenen 3500 quilòmetres de dics primaris (que protegeixen el país d'aigua de l'exterior, del mar i dels grans rius) i 14000 quilòmetres de dics regionals o secundaris (dics petits que protegeixen de l'aigua l'interior del país).
Un dels dics més emblemàtics dels Països Baixos és l'Afsluitdijk, un dic de 33 quilòmetres fet a mà amb fang i roca. Finalitzat l'any 1932, el dic va convertir el Mar del Sud holandès en un llac, anomenat IJsselmeer. Per sobre hi passa una autopista que uneix la província de Noord Holland amb la província de Frísia.
A l'altiplà andí, particularment a la regió peruana, antigament es construïen amb champas, trossos quadrats de terra vegetal, d'uns 30 x 30 cm, amb un gruix variable d'uns 15 cm. Aquestes peces es col·locaven invertides, sense eliminar-ne la vegetació, amb la intenció que, en créixer, les plantes consolidarien l'estructura. Malauradament, s'ha verificat que el procediment no s'ha demostrat gaire eficient, i lentament se substitueixen aquestes estructures de terra per estructures construïdes tècnicament.
Modernament els dics de defenses de les ribes es construeixen seguint els criteris tècnics moderns per a estructures de terra, i en molts casos la seva estructura és complexa, comprenent una part de suport, un nucli impermeable i drenatges de peu per a minimitzar el risc de ruptures.
També existeixen importants sistemes moderns de dics al llarg dels rius Mississipi i Sacramento als EUA; el Po i el Danubi a Europa.

### Dics flotants
Els dics flotants són una mena de dic consistent en una estructura metàl·lica en forma de U que es pot enfonsar parcialment llastant-ne l'interior i que també es poden fer surar, deixant en sec la nau que s'hi ha fet entrar.
El dic flotant, té l'avantatge, malgrat el major cost de la fabricació i el manteniment, d'una més gran facilitat i rapidesa de muntatge i la possibilitat d'ésser traslladat d'un port a un altre o bé de treballar en alta mar, per la qual cosa tingué un gran desenvolupament durant la Segona Guerra Mundial.

## Dics naturals
Un dic natural resulta del dipòsit de material arrossegat pel riu a la ribera, durant inundacions. Això va causant, progressivament, l'elevació de la ribera.

## Desastres per falla de dics

### Inundació dels Països Baixos del 1953
La gran inundació dels Països Baixos del 1953, el dia primer de febrer, a les províncies de Zelanda i Holanda del Sud, una combinació de marea viva amb una severa tempesta del nord-oest va provocar el trencament de nombrosos dics i una gran inundació va costar la vida a més de 1.835 persones, així com nombrosos caps de bestiar. A partir d'aquest desastre es van iniciar els treballs del Pla Delta.

### 1986 Califòrnia
El sistema de dics presentava alguns defectes potencialment catastròfics.
Dics trencats al riu Sacramento.

### Nova Orleans
El 29 d'agost de 2005 la marejada ciclònica atiada pel Katrina causava 53 fissures en els dics de Nova Orleans provocant que el vuitanta per cent de la ciutat quedés submergia sota l'aigua. Un estudi de la Societat Americana d'Enginyers Civils del juny de 2007 abordava que dos terços de les inundacions produïdes havien estat causades per múltiples fissures en els murs de contenció de la ciutat. No s'esmentaven les comportes hidràuliques que no estaven tancades. La marejada ciclònica també va devastar les costes de Mississipi i Alabama, convertint al Katrina en el desastre natural més costós i destructiu de la història dels Estats Units, i en l'huracà més mortífer des de l'huracà d'Okeechobee de 1928.

## Usos

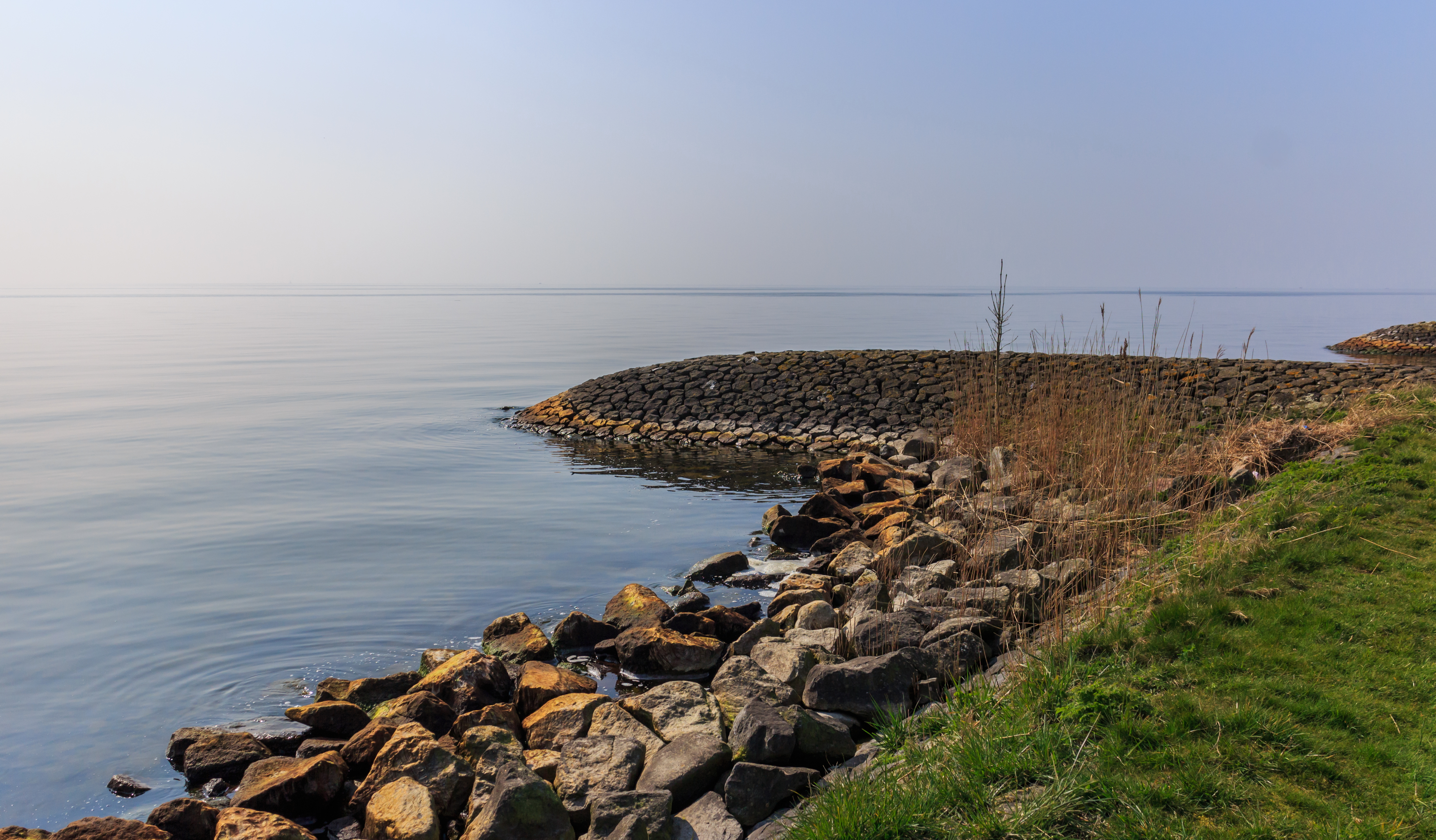
Dic reforçat

El principal objectiu dels dics artificials és evitar la inundació del camp limítrof i frenar els canvis de curs naturals d'una via fluvial per proporcionar vies de navegació fiables per al comerç marítim al llarg del temps; també confinen el cabal del riu, cosa que provoca un flux d'aigua més gran i més ràpid. Els dics es troben principalment al llarg del mar, on les dunes no són prou fortes, al llarg dels rius per protegir-se de les crescudes, al llarg dels llacs o dels pòlders. A més, s'han construït dics per empal·litzar o com a límit d'una zona d'inundació. Aquesta darrera pot ser una inundació controlada per l'exèrcit o una mesura per evitar la inundació d'una zona més gran envoltada de dics. També s'han construït dics com a límits de camps i com a defenses militars. Trobareu més informació sobre aquest tipus de dics a l'article sobre murs de pedra seca.
Els dics poden ser de terra permanents o construccions d'emergència (sovint de sacs de sorra) construïts precipitadament en una emergència d'inundació.
Alguns dels primers dics van ser construïts per la civilització de la vall de l'Indus (a Pakistan i nord de l'Índia des d'aproximadament el 2600 aC de la qual depenia la vida agrària dels pobles Harappan. També es van construir dics fa més de 3.000 anys a l'antic Egipte, on es va construir un sistema de dics al llarg de la riba esquerra del riu Nil durant més de 1.000 km, que s'estenia des de l'actual Assuan fins al Delta del Nil, a la vora del Mediterrani. Les civilitzacions de Mesopotàmia i la Xina antiga també van construir grans sistemes de dics. Atès que un dic és tan fort com el punt més feble, l'alçada i les normes de construcció han de ser coherents al llarg de la seva longitud. Algunes autoritats han argumentat que això requereix una forta autoritat de govern per guiar el treball, i pot haver estat un catalitzador per al desenvolupament de sistemes de govern a les primeres civilitzacions. No obstant això, altres assenyalen l'existència d'obres de terra per al control de l'aigua a gran escala, com a canals i/o dics, que daten d'abans del Rei Escorpí en l'Egipte Predinàstic, durant el qual el govern estava molt menys centralitzat.
Un altre exemple de dic històric que protegia la creixent ciutat-estat de Mēxihco-Tenōchtitlan i la ciutat veïna de Tlatelōlco, va ser construït durant els primers anys del segle xiv, sota la supervisió del tlahtoani de l'altépetl Texcoco, Nezahualcóyotl. La seva funció era separar les aigües salobres del llac de Texcoco (ideals per a la tècnica agrícola 'Chināmitls') de l'aigua dolça potable que se subministrava als assentaments. No obstant això, després que els europeus destruïssin Tenochtitlan, el dic també va ser destruït i les inundacions es van convertir en un greu problema, cosa que va provocar que la major part del Llac fos dessecat al segle xvii.
Els dics solen construir-se apilant terra sobre una superfície anivellada i clar. Són amples a la base i s'estrenyen fins a assolir un nivell superior, on es poden col·locar terraplens temporals o sacs de sorra. Com que la intensitat de la descàrrega de la crescuda augmenta en els dics de riba del riu i que els dipòsits de llim eleven el nivell del llit del riu, la planificació i les mesures auxiliars són vitals. Els trams solen recular-se del riu per formar una llera més ampla, i les conques de les valls d'inundació es divideixen mitjançant múltiples dics per evitar que una sola bretxa inundi una zona extensa. Un dic fet de pedres col·locades en fileres horitzontals amb un llit de gespa fina entre cadascuna d'elles es coneix com spetchel.
Els dics artificials requereixen una enginyeria important. La seva superfície ha de protegir-se de l'erosió, per la qual cosa es planten amb vegetació com la grama per unir la terra. Al costat de terra dels dics alts, se sol afegir una terrassa baixa de terra coneguda com a banqueta com una altra mesura contra l'erosió. A la banda del riu, l'erosió provocada per fortes onades o corrents suposa una amenaça encara més gran per a la integritat del dic. Els efectes de l'erosió es contraresten plantant vegetació adequada o instal·lant pedres, còdols, estores llastrades o revestiment de formigó. Es construeixen rases separades o rajoles de drenatge per garantir que els fonaments no s'entollin.

## Falles i ruptures
Tant els dics naturals com els construïts per l'home poden fallar de diverses maneres. Els factors que provoquen la fallada dels dics són el desbordament, l'erosió, les fallades estructurals i la saturació dels dics. El més freqüent (i perillós) és el trencament del dic. En aquest cas, una part del dic es trenca o s'erosiona, deixant una gran obertura perquè l'aigua inundi les terres que altrament estarien protegides pel dic. Una bretxa pot ser una fallada sobtada o gradual, causada per l'erosió de la superfície o per una debilitat subterrània del dic. Una bretxa pot deixar un dipòsit de sediments en forma de ventall que s'estén des de la bretxa, cosa que es descriu com a separació de meandres. Als dics naturals, una vegada que s'ha produït una bretxa, el buit al dic romandrà fins que s'ompli de nou mitjançant processos de construcció de dics. Això augmenta les possibilitats que es produeixin futures bretxes al mateix lloc. Les bretxes poden ser el lloc de tall de meandre si la direcció del flux del riu es desvia permanentment a través de la bretxa.
De vegades es diu que els dics fallen quan l'aigua sobrepassa la carena del dic. Això provocarà inundacions a les planes d'inundació, però com que no fa malbé el dic, té menys conseqüències per a futures inundacions.
Entre els diversos mecanismes de fallada que provoquen el trencament dels dics, l'erosió del sòl és un dels factors més importants. Predir l'erosió del sòl i la generació de soscavació quan es produeix el sobrepassi és important per dissenyar dics i murs de contenció estables. S'han fet nombrosos estudis per investigar l'erosionabilitat dels sòls, van utilitzar la prova de l'Aparell de Funció d'Erosió (EFA) per mesurar l'erosionabilitat dels sòls i, posteriorment, utilitzant el programari Chen 3D, es van realitzar simulacions numèriques al dic per esbrinar els vectors de velocitat a l'aigua de sobrepassació i la soscavació generada quan l'aigua de sobrepassi incideix al dic. Mitjançant l'anàlisi dels resultats de la prova EFA, es va fer una taula d'erosió per classificar l'erosionabilitat dels sòls, que va estudiar l'efecte de la combinació del desbordament de les onades i el desbordament de la marea de tempesta a l'erosió i la generació de soscavació en els dics. L'estudi va incloure paràmetres hidràulics i característiques del flux, com el gruix del flux, els intervals de les onades i el nivell de la maror sobre la corona del dic, per analitzar el desenvolupament de la soscavació. D'acord amb les proves de laboratori, es van derivar correlacions empíriques relacionades amb la baixada mitjana de desbordament per analitzar la resistència del dic contra l'erosió. Aquestes equacions només podien ajustar-se a la situació, semblant a les proves experimentals, mentre que poden donar una estimació raonable si s'apliquen a altres condicions.
Osouli et al. (2014) i Karimpour et al. (2015) van dur a terme una modelització física de dics a escala de laboratori per avaluar la caracterització de la puntuació de diferents dics a causa del desbordament de murs de contenció.
Un altre enfocament aplicat per prevenir les fallades dels dics és la tomografia de resistivitat elèctrica (ERT). Aquest mètode geofísic no destructiu pot detectar amb antelació les zones crítiques de saturació als dics. Així, l'ERT es pot utilitzar en la monitorització dels fenòmens d'infiltració a les estructures de terra i actuar com un sistema d'alerta primerenca, per exemple, a les parts crítiques dels dics o terraplens.